# Rhoufi
Il canyon o balcone di Rhoufi o Ghoufi, dal nome dell'omonimo villaggio nel territorio del comune di T'kout nel Wilaya di Batna in Algeria, è una lunga e profonda gola scavata dallo oued Abiod nel suo corso attraverso i contrafforti meridionali del massiccio dell'Aurès

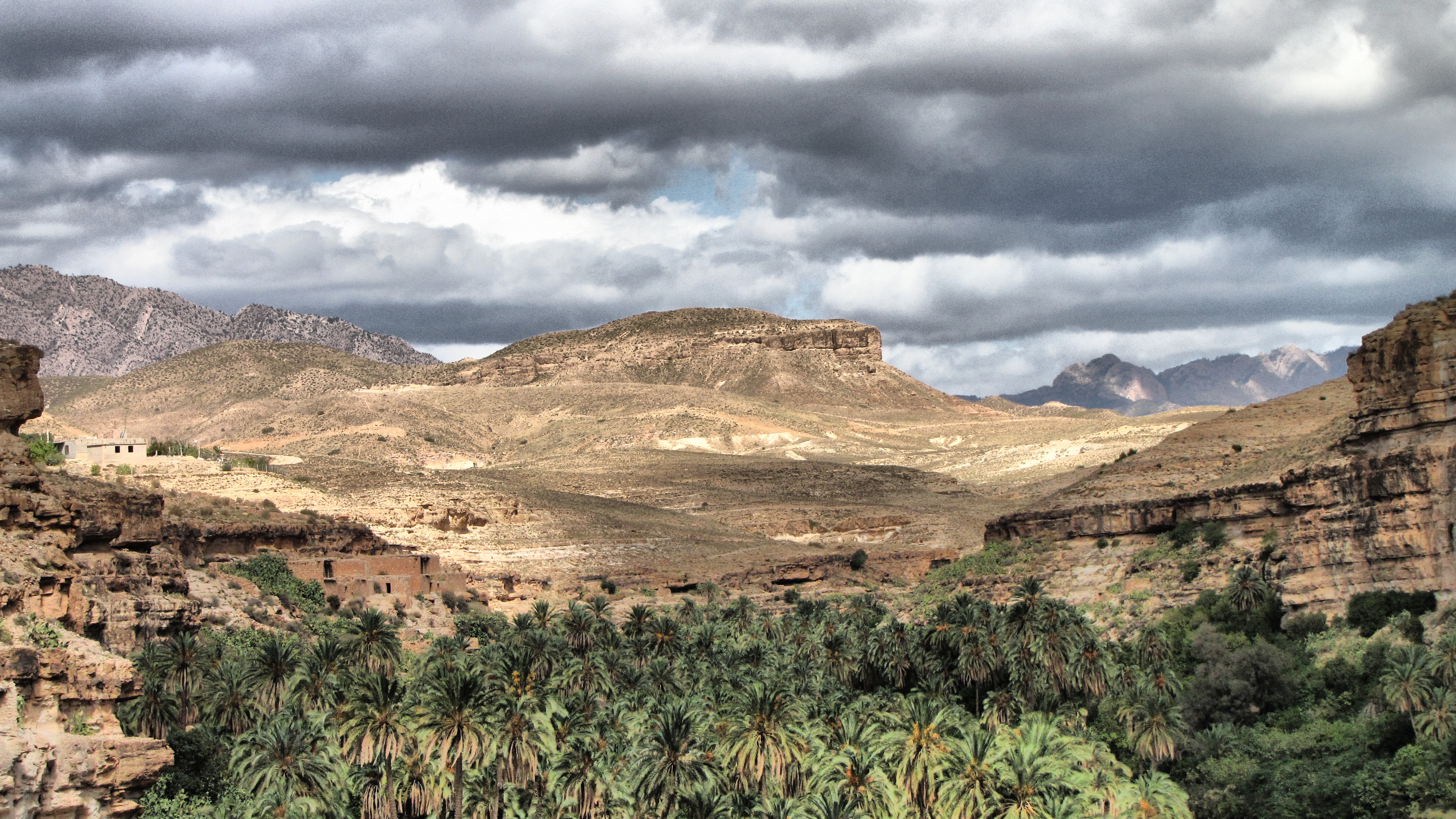
Il contesto naturale del canyon

Le gole di Rhoufi sono scavate tra rocce metamorfiche e sedimentarie. La vegetazione sul fondo della gola è quella tipica delle oasi, caso unico in questa regione.
Il fondo del canyon ospita un grande palmeto ed alcuni villaggi ora abbandonati, meta di un numero crescente di turisti.
Le gole di Rhoufi e di El Kantara con i relativi villaggi ed il parco dell'Aures sono stati inseriti dall'Algeria tra le Candidature alla lista dei patrimoni dell'umanità (30/12/2002)

## Galleria d'immagini

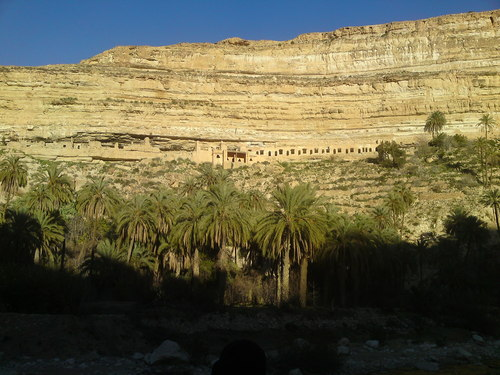
Ostello scavato nella roccia nel 1904, ora abbandonato
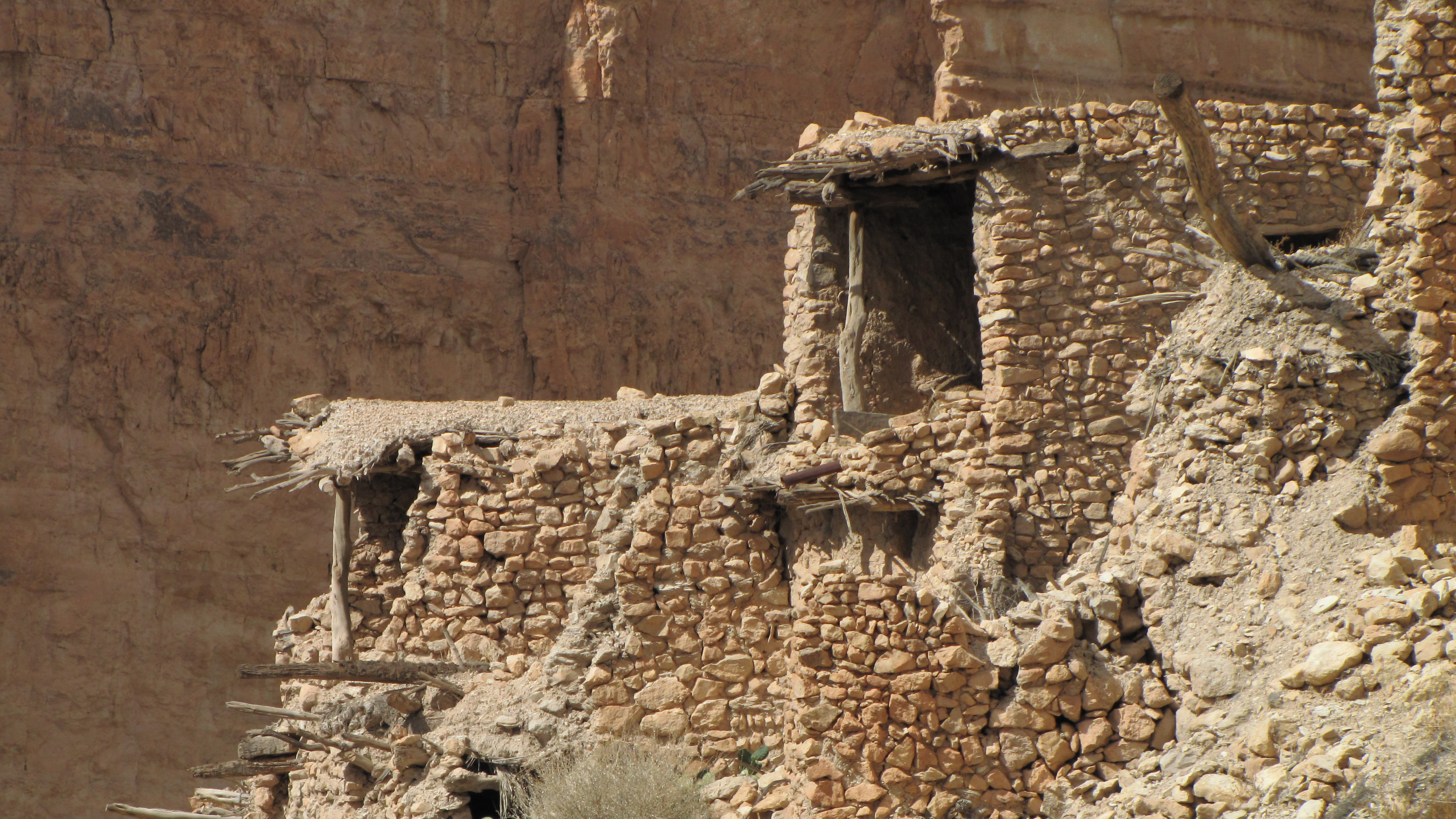
Particolare delle abitazioni berbere
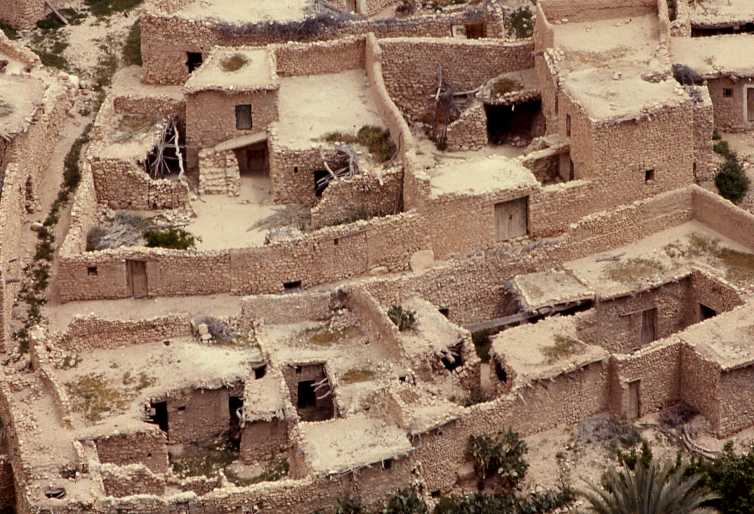
Villaggio berbero
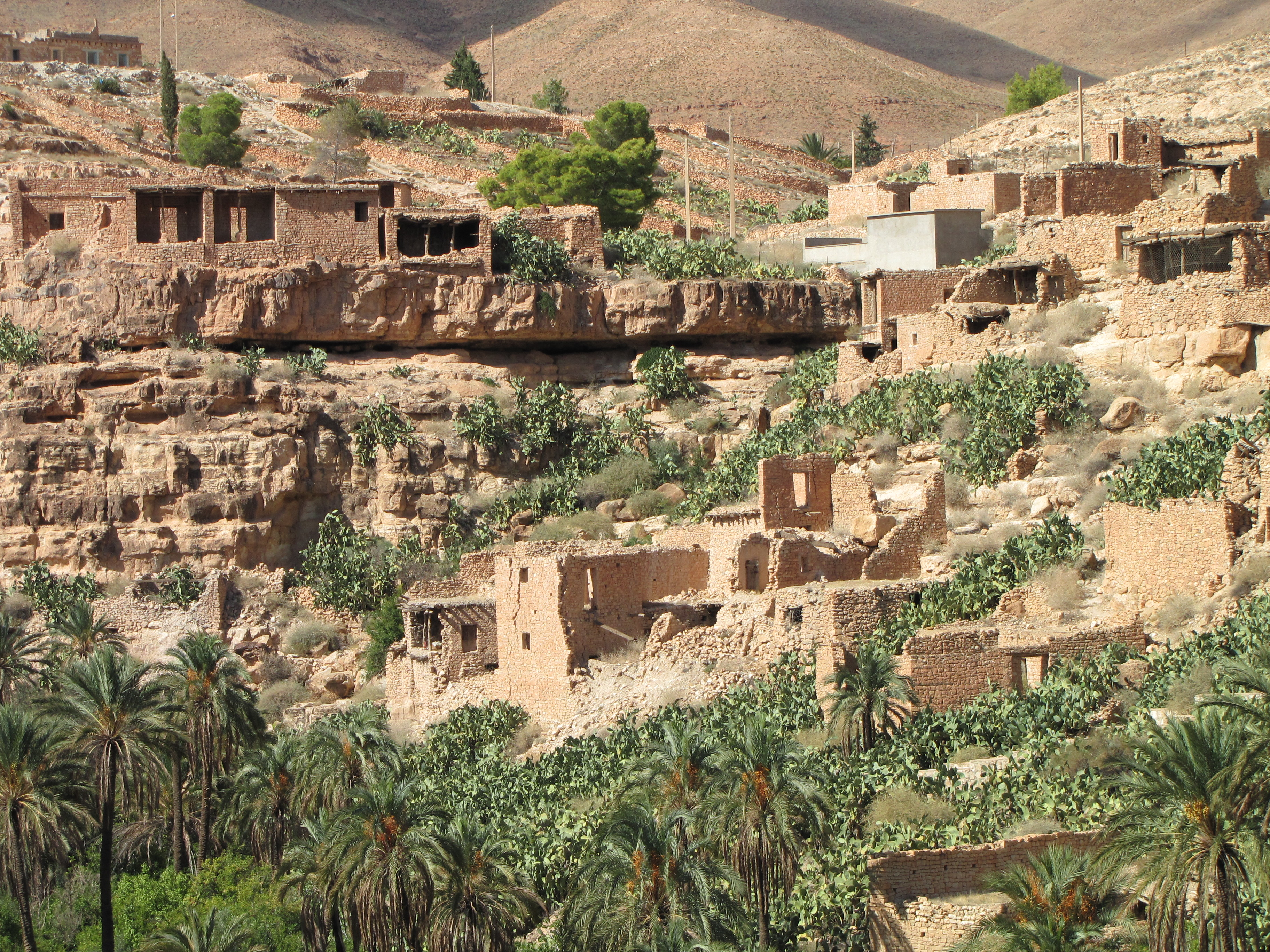
Villaggio berbero
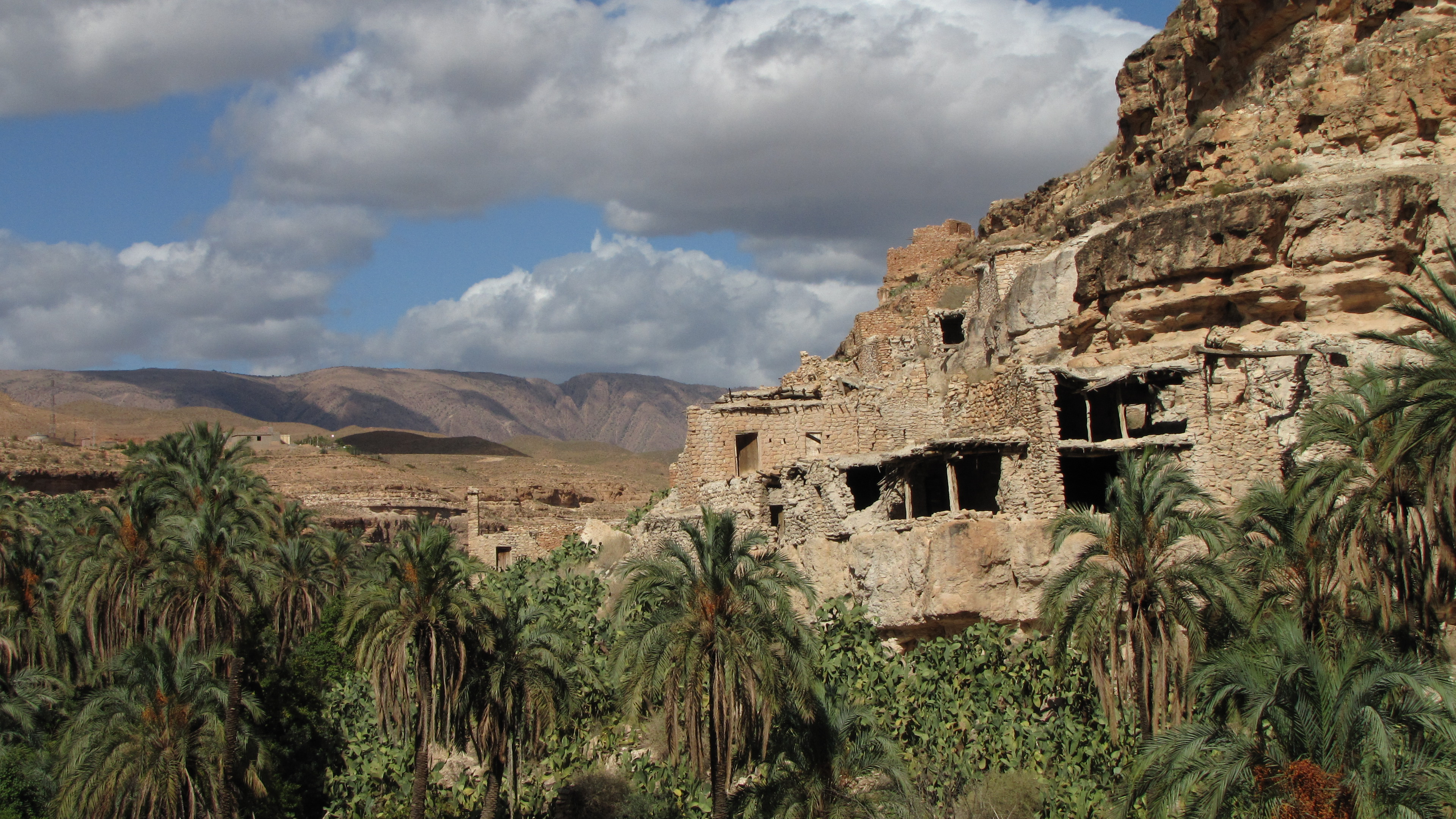
Villaggio berbero, palmeto, falesia
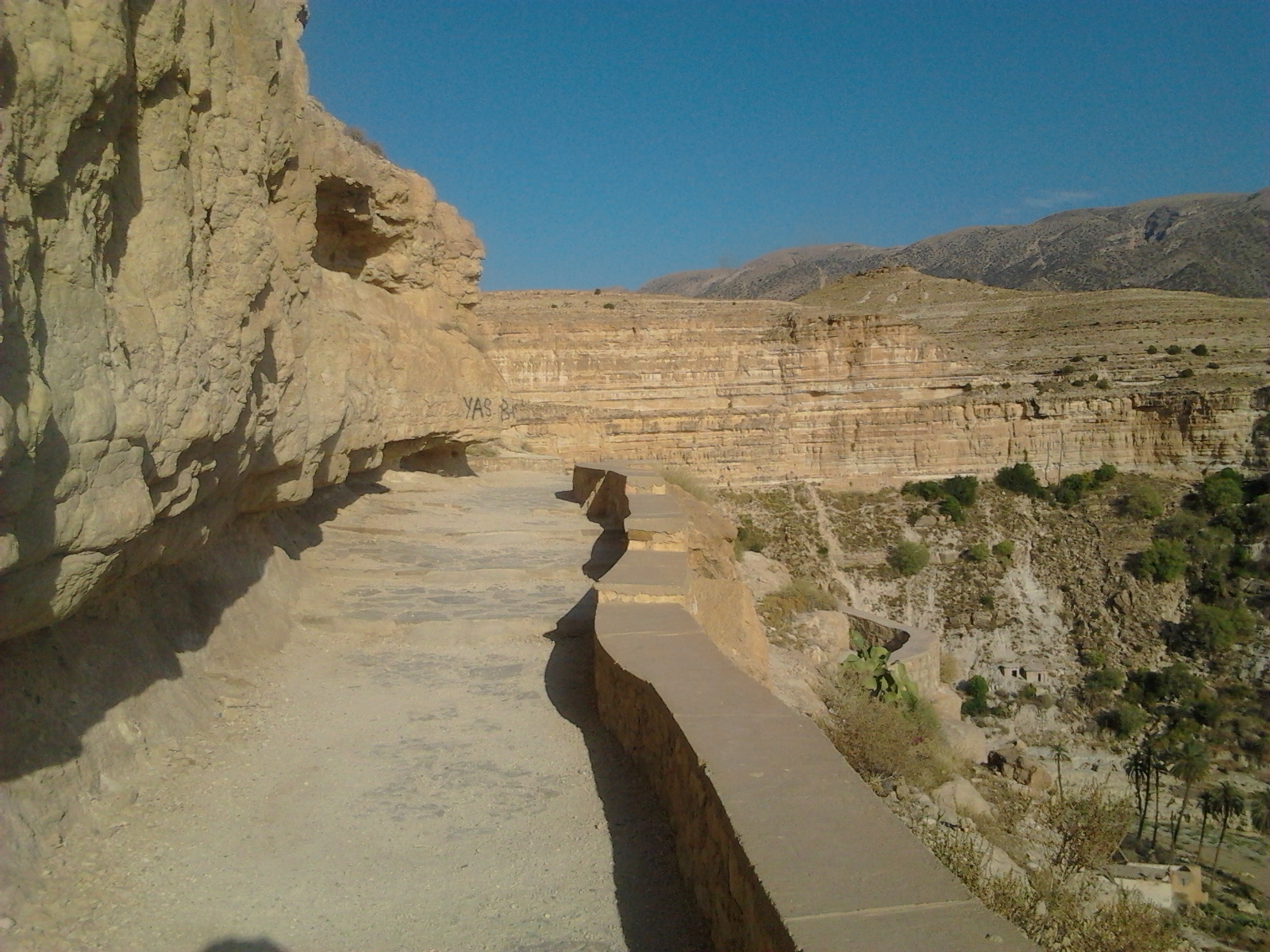
Strada scavata nella roccia